# 伊巴雷塔马
伊巴雷塔马是巴西塞阿拉州的一个市镇。总面积877.25平方公里，总人口12591人，人口密度14.4人/平方公里。